# Gróbka

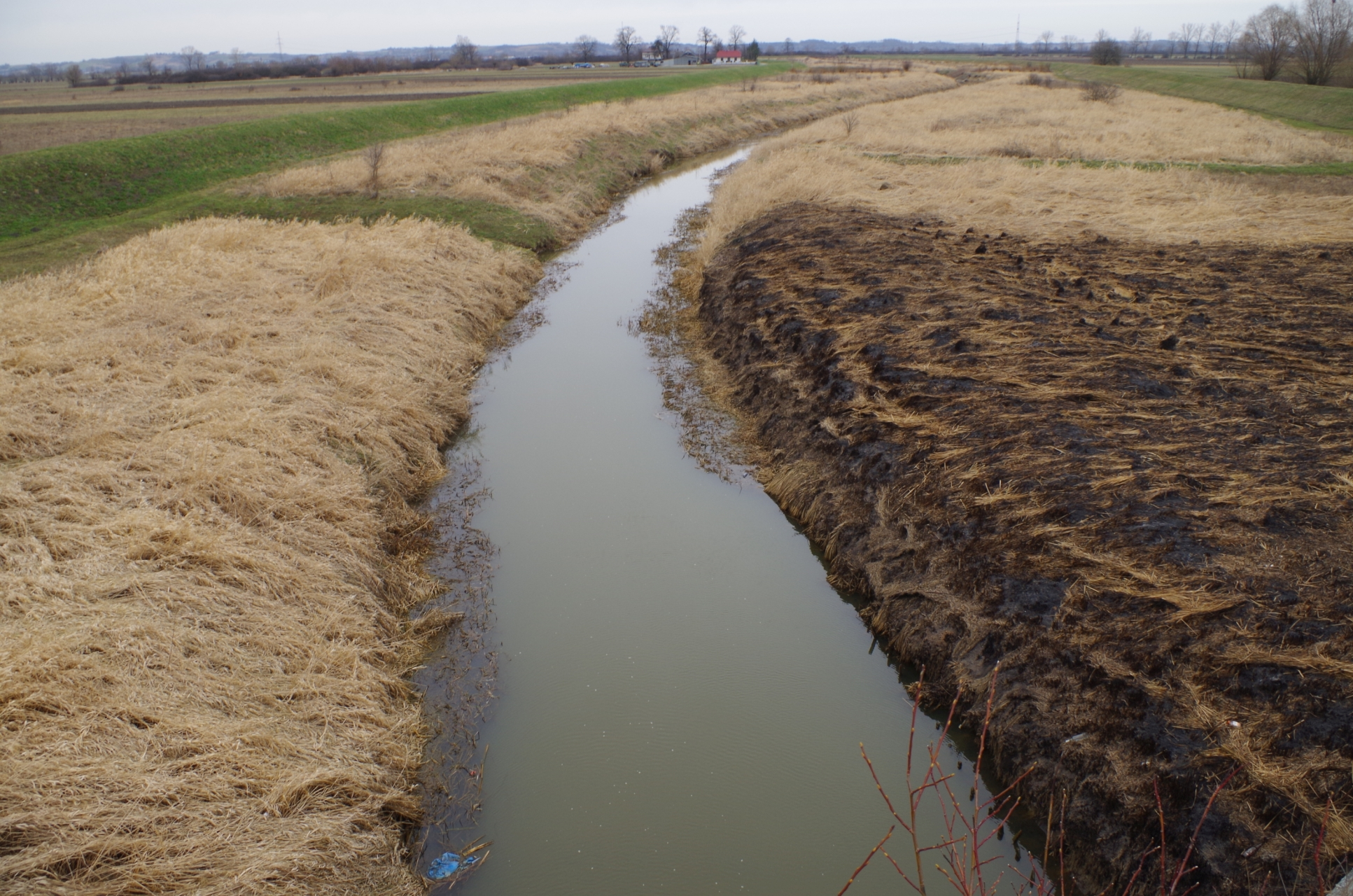
Gróbka w Cerekwi

Gróbka – rzeka, dopływ Wisły. W dolnym biegu, do wysokości miejscowości Krzeczów ma nazwę Grabka, od Krzeczowa do Majkowic , Młynówka. Stacja Naukowa IGiGP UJ w Łazach koło Bochni w swych publikacjach używa nazwy "Stara rzeka". W przeszłości były używane nazwy Grompka(1429), Brzesznycza(1470-1480),Gropka(1527), Brzeznicza(1550. Piotr Galas tak pisze o Gróbce: "w Brzeźnicy nazywają ten potok przeważnie rzeką, a w dalszych wsiach, przez które płynie "Brzeźnicką rzeką"...nazwę tę wywodzi od brzozowego lasu, przez który płynął ten potok, lub w którym miał swe źródła.) – rzeka w południowej Polsce, prawobrzeżny dopływ Wisły. Wypływa z północnych zboczy Pogórza Wiśnickiego (okolic Dołuszyc), z wysokości ok. 400 m n.p.m. i bezpośrednio uchodzącym do Wisły (we wsi Górka) na 144 km jej biegu. Długość Gróbki wynosi 41 km, powierzchnia zlewni wynosi 292 km. Średni przepływ w Łazach w latach 1987 – 1995 wynosił 0,127 m/s. Płynie początkowo przez Pogórze Wiśnickie, a poniżej Rzezawy rzeka wpływa na Podgórze Bocheńskie. Kierunek tego cieku, w początkowym stadium, jest zachodni. Przepływając przez Rzezawę przybiera na chwilę wschodni. Jest to związane z natrafieniem na przeszkodę w postaci Wysoczyzny Szczepanowskiej, a od miejscowości Krzeczów aż po ujście południkowy.
W początkowym stadium płynie w nieuregulowanym korycie, obwałowanie oraz występowanie co 2 – 3km stopni wodnych aż po ujście, towarzyszy temu ciekowi od miejscowości Rzezawa. Zlewnia Gróbki obejmuje swoim zasięgiem cała gminę Rzezawa oraz północną część gminy Nowy Wiśnicz i zachodnia część gminy Szczurowa, została ona zaklasyfikowana do działu wodnego II rzędu.
Początek zjawisk lodowych na Gróbce przypada najwcześniej na pierwsza dekadę listopada, a pokrywa lodowa pojawia się w pierwszej dekadzie grudnia. Stany wody na Gróbce są kształtowane pod pływem opadów i roztopów. Średnie najniższe stany wody przypadają na wrzesień lub październik, w grudniu następuje lekki wzrost pod pływem opadów jesiennych. Wezbrania roztopowe lub roztopowo–opadowe występują regularnie na wiosnę, z powodu wysokiego obwałowania powodzie w praktycznie nie występują, a w przypadku ogromnych opadów deszczu (jak w 1997 r.) dochodzi jedynie do zalania niewielkich obszarów UR i podmycia wałów. Ustrój Gróbki i innych cieków badanego obszaru jest typu deszczowo – śnieżnego.
Główne dopływy:
- Wydrzyna (Wyrwa, Łętownia (ciek Łętownia "Słownik His.-Geog..." wymienia również w haśle Grądy, a to dwa różne cieki) )

Większe miejscowości przez które przepływa Gróbka:
- Brzeźnica
- Łazy
- Rzezawa
- Krzeczów
- Strzelce Male

Tylko zasilające ją potoki, spływające z zalesionych górskich stoków mają czystą wodę. Ze względu na zwiększającą się liczbę nowych domostw oraz coraz większe zanieczyszczenie, wiele gatunków zwierząt jest wypieranych ze swoich siedlisk jakim jest ten ciek. Takim przykładem jest rak, który jeszcze w latach sześćdziesiątych a nawet siedemdziesiątych, był często spotykany na obszarze Gróbki, a obecnie ze względu na duże zanieczyszczenie wyginął. Rybostan jaki spotkamy w rzece to kiełb, kleń, strzebla potokowa, śliż, czasami karaś lub mały karp -dezerter ze stawów w Łazach, a w odcinku przy ujściowym wpływają niedużych rozmiarów szczupaki z Wisły.
Po latach nieobecności (lata 80. i 90.) raki znów można licznie spotkać w Grobce, co wskazywałoby na poprawę jakości wody. Niestety jakość wody uległa pogorszeniu w porównaniu do wspomnianych lat 80.-90.

## W przeszłości
Jan Długosz podaje o istnieniu młyna w Łazach. Młyn na Gróbce, o dwóch kołach istniał w Krzeczowie, który nie mełł gdy była sroga zima, lub suche lato. Obok były stawy rybne zasilane wodą z Gróbki.
W roku 1564 istniał staw pomiędzy Cerekwia a Bratucicami.